# كتاب البلدان (اليعقوبي)
كتاب البلدان هو كتاب من تأليف الكاتب والمؤلف والجغرافي أبي العباس اليعقوبي ومن أقدم المصادر الجغرافية العربية
 التي وصلتنا من أيام الخلافات الإسلامية. وصف فيه المؤلفُ الكثيرَ من البلدان كإيران وتركستان وأفغانستان والعراق ومصر وغيرها من بلدان آسيا وأفريقيا وصفا سلسا شيقا يميل إلى التحليل العقلي والمنطقي، وقد قسم المنطقة التي غطاها إلى أربعة أقسام حسب تقسيم الجهات الأصلية.
طبع الكتاب أول مرة بعناية المستشرق الهولندي «دي خويه» في ليدن عام 1850م، ثم في عام 1892م.